# Червоний Балтієць (платформа)
Червоний Балтієць (рос. Красный Балтиец) — зупинний пункт/пасажирська платформа Ризького напрямку Московської залізниці, у складі лінії МЦД-2. Розташовано у Москві. Названа по колишньому однойменному клубу, розташованому за адресою: вулиця Космонавта Волкова, буд. 31. Клуб «Червоний Балтієць» був побудований профспілкою залізничників у 1928—1930 роках; зараз це офісна будівля.
Має безпересадкове пряме сполучення на Курський напрямок.
Пасажирське сполучення здійснюється електропоїздами ЕД2Т, ЕД4М, ЕР2, ЕР2Р, ЕР2Т. Безпересадкове сполучення здійснюється (найвіддаленіші точки на грудень 2010 року):
- На захід: до/зі станції Шаховська
- На південь: до/зі станцій Москва-Ризька, Серпухов

Платформа розташована в межах станції Підмосковна, основні колії якої розташовуються південніше.
Складається з двох берегових посадкових платформ, з'єднаних найдовшим у Москві пішохідним містком, який проходить над усіма коліями станції Підмосковна і має довжину понад 300 м. З північного боку місток виходить до вулиці Космонавта Волкова, з південної — до перетину 2-го амбулаторного проїзду і 3-го Балтійського провулка. Не обладнана турнікетами. Час руху від Москва-Ризька — 13-14 хвилин.
У платформи на вулиці Космонавта Волкова знаходяться зупинки автобуса № 780 і, декілька далі (~ 400 метрів, на розі вулиці Космонавта Волкова з Великою Академічною вулицею) тролейбуса № 57. Обидві зупинки називаються «Платформа „Червоний Балтієць“». Поруч із платформою розташовані стадіон «Червоний Балтієць», військова кафедра Вищої школи економіки, Центральний інститут травматології і ортопедії ім. Пріорова — ЦІТО, Центральний шпиталь ГУВС Москви, московський офіс промислової групи Северсталь,  Міжнародний незалежний еколого-політологічний університет (Академія МНЕПУ) (МНЕПУ).

## Пересадки

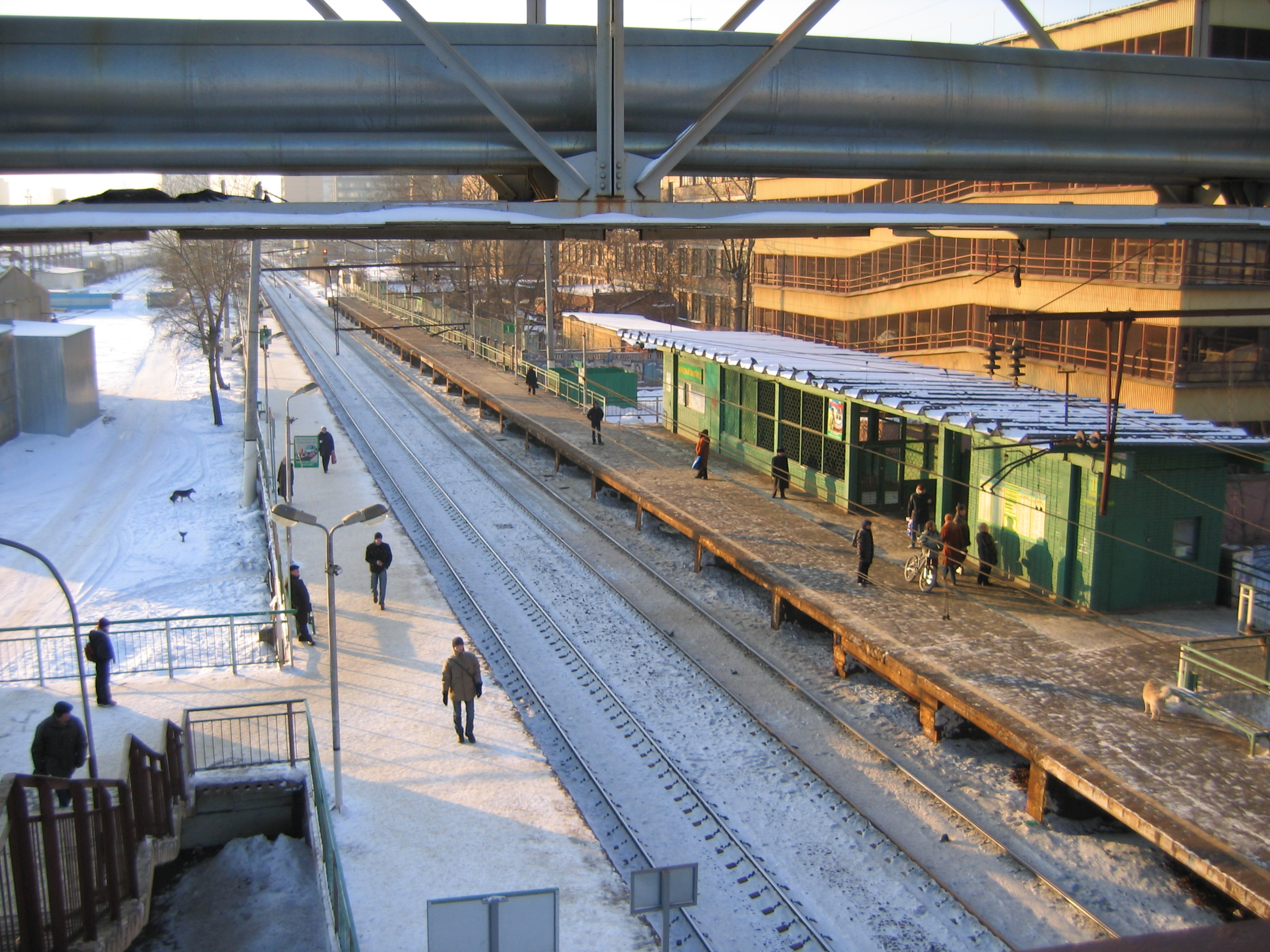
Вид на платформу з надземного переходу взимку 2007 року

- Автобус: 323, 780, т57